# Уве Йонзон (награда)
Литературната награда „Уве Йонзон“ (на немски: Uwe-Johnson-Preis) е учредена през 1994 г. в памет на Уве Йонзон. Наградата се присъжда на „немскоезични писателки и писатели, чието творчество има отношение към поетиката на Уве Йонзон“ и които обсъждат в текстовете си „немското минало, настояще и бъдеще“.
При учредяването главната награда възлиза на 12 500 €. След 2005 г. ежегодно се редуват главна награда и поощрително отличие в размер на 3000 € за „изключителен дебют в областта на прозата или есеистиката“.
През 2014 г. наградата става 15 000 €. През 2017 г. стойността на главната награда е повишена на 20 000 €, а на поощрителното отличие – на 5000 €.

## Носители на наградата (подбор)
- Курт Драверт (1994)
- Валтер Кемповски (1995)
- Марсел Байер (1997)
- Юрген Бекер (2001)
- Норберт Гщрайн (2003)
- Уве Телкамп (2008)
- Криста Волф (2010)
- Кристоф Хайн (2012)
- Луц Зайлер (2014)
- Ян Конефке (2016)
- Джени Ерпенбек (2022)
- Ирис Волф (2024)